# Litoria andiirrmalin
Litoria andiirrmalin är en groddjursart som beskrevs av McDonald 1997. Litoria andiirrmalin ingår i släktet Litoria och familjen lövgrodor. IUCN kategoriserar arten globalt som sårbar. Inga underarter finns listade i Catalogue of Life.